# Bossalinie
Bossalinie är C-Murders näst högst sålda album och 14 mars var albumet det näst mest sålda albumet i hela USA. Efter att ha sålts över 175 600 kopior på 5 dagar. Albumet stannade på topplistan i 11 veckor på plats 2 och vann guld. Albumet kom nummer 1 på Top R&B/Hip-Hop Albums och albumet innehåller låten On My Enemies som är samplad från Tupacs låt The Bad Boy Family.

## Låtlista
1. Intro
2. Ghetto Boy (featuring Mac, Kane & Abel)
3. Like a Jungle (featuring Mo B. Dick)
  - Samples Grandmaster Flash & The Furious Fives "The Message" [1]
4. Gangsta Walk (featuring Snoop Dogg)
5. Skit
6. Livin' Legend (featuring Master P)
7. Money Talks (featuring Silkk The Shocker & Fiend)
8. Street Keep Callin' (featuring Monica)
9. Wballs (Skit)
  - Samples "Flashlight" performed by Parliament
10. Ghetto Millionaire (featuring Kurupt, Snoop Dogg & Nate Dogg)
11. Lord Help Us
12. Bitch Niggas (Skit)
13. On My Enemies
  - Samples a then-unreleased 2Pac song "When We Ride on our Enemies". Also a tribute song to him.[2]
14. Freedom [produced by KLC]
15. Lil Nigga (featuring Master P)
16. Murder and Daz
17. Piano (Skit)
18. Nasty Chick (featuring Rico)
19. I Remember (featuring Magic & Porsha)
20. Dedication (Skit)
21. Where We Wanna (featuring Goodie Mobb)
22. Don't Wanna Be Alone (featuring Jazz)
23. Still Makin' Moves (featuring Master P & Mo B. Dick)
24. Can't Hold Me Back (Skit)
25. Phone Call (Skit)
26. Ride on Dem Bustas
27. Closin' Down Shop (featuring Magic & Soulja Slim)
28. Outro

## Album-topplista
| Chart                  | Position |
| ---------------------- | -------- |
| Billboard 200          | 2        |
| Top R&B/Hip-Hop Albums | 1        |